# 5207-es mellékút (Magyarország)
Az 5207-os mellékút egy rövid, nem sokkal több, mint 5 kilométeres hosszúságú, négy számjegyű mellékút Pest vármegye déli részén; Bugyi település nyugati elkerülő útja.

## Nyomvonala
Az 5202-es útból ágazik ki, annak a 11+350-es kilométerszelvénye előtt létesült körforgalmú csomópontból, Bugyi lakott területének északi peremétől bő fél kilométerre északnyugatra. Délnyugati irányban indul, de hamar délebbi, a második kilométerét elhagyva pedig már délkeleti irányba fordul. Nagyjából 3,5 kilométer után egy újabb körforgalommal keresztezi az 5204-es utat – utóbbinak 2+150-es kilométerszelvénye közelében –, majd elhalad Pénzes-hegy külterületi településrész és az ottani kavicsbányató mellett. A lakott terület déli szélétől bő fél kilométerre délre ér véget, beletorkollva az 5206-os útba, kevéssel annak az első kilométere után.
Teljes hossza, az országos közutak térképes nyilvántartását szolgáló kira.gov.hu adatbázisa szerint 5,397 kilométer.